# 黒木よしひろ
黒木 よしひろ（くろき よしひろ（本名：嘉浩）、1965年6月25日 - ）は、熊本県熊本市出身のローカルタレント。AB型。かに座。熊本のローカルテレビ番組やエフエム熊本（ラジオ）等に出演。

## 来歴
九州学院高等学校卒業。
熊本学園大学に進学・卒業後、FMKの『スイッチ・オン・ステーション』という5分番組に出演。その後、熊本ケーブルネットワーク（現・ジェイコム熊本）の『すてきネットワーク シャラ倶楽部』のレギュラーになり、MCと吉田吉次郎（本人は否定）の役を務めた。
2016年4月、8日に開校した熊本県阿蘇郡南阿蘇村立南阿蘇中学校の校歌（作詞）を手掛けた（作曲は笠浩二）。

## 人物
- 既婚者であり、2児の父親である。
- プロレスをはじめとした格闘技ファン。
- 2007年9月24日、プロレスラーの諏訪魔に蹴られて骨折、入院した。
- 大田黒浩一が率いる「劇団きゃあ」に所属。
- スターダストレビュー、松田聖子、サザンオールスターズ、長渕剛の大ファンである。
- 松田聖子のコピーバンド「スコール」のベース・MC担当として不定期にライブを行っている。
- 2014年秋、元C-C-Bの笠浩二、元BEE PUBLICの丸山正剛、熊本を拠点として活動している高橋よしえと「Mr/K（ミスター・スラッシュ・ケイ）」というユニットを組みライブを行っている。

## 出演番組
FM熊本
- 黒木タクシー（毎週土曜 18:30 - 18:55）

J:COMくまもと
- デイリーニュース（J:COMくまもと）

### CM
- メガネのヨネザワ（ナレーション）
- 果実堂（ナレーション）
- コアラクラブ熊本はません店（ナレーション）
- パチンコ ユートピア（出演）

## かつて出演していた番組
テレビ熊本
- 若っ人ランド（毎週土曜 17:00 - 17:55）※レギュラーMC

熊本朝日放送
- 花畑情報カフェ サタブラ（毎週土曜 9:30 - 10:45）※レギュラーMC
- サタブラPlus（毎週土曜 10:00 - 10:55）※レギュラーMC
- 駅前TVサタブラ

JCNくまもと
- すてきネットワーク シャラ倶楽部 ※レギュラーMC（2013年3月末で番組終了）

エフエム熊本
- お昼もGAMADAS（毎週月曜-木曜 11:30 - 14:40）※レギュラーMC
- 黒木よしひろの302号室（毎週木曜 20:00 - 20:55）
- FMKパンゲア!（毎週月曜-木曜 11:30 - 14:34）※水曜日担当
- ミ・ルアール５番館　ビューティー・ラウンジ（毎週金曜 15:00 - 15:25）※第５金曜出演

RKK熊本放送ラジオ
- 居酒屋 英太郎（毎週月曜日 20:00 - 21:00）

ドラマ
- 京都殺人案内（22）「高千穂から消えた美女と夜神楽の謎 阿蘇中岳火口のカメラは見た!」（1996年4月20日、テレビ朝日系） - 役場職員 役

## 映画
- うつくしいひと（2016年）
- うつくしいひと サバ?（2017年）